# Красное Село (Москва)
Красное Село — одно из древнейших подмосковных поселений, вошедшее в состав Москвы в 1806 году. Ныне память о нём сохранена в названии Красносельского района, станции метро, трёх улиц, шести переулков и Красносельского тупика.

## История
Красное Село впервые упоминается в 1423 году в завещании великого князя Василия I, который передал село своему сыну Василию II. По мнению И. Е. Забелина, оно существовало уже в XII—XIII веках. Красное находилось в начале Стромынской дороги, вблизи большого пруда, там, где из него вытекала речка Чечёра. Название село получило по живописности места, в котором находится (красно́е, от слова «краса́», то есть красивое).
Духовной грамотой 1462 года Василий II Тёмный передал «село Красное над Великим прудом оу города, и з дворы з городскими, что к нему потягло» своему старшему сыну Ивану III, после чего несколько веков оно находилось в дворцовом ведомстве.
В XVI веке село сильно разрослось, здесь проживали богатые купцы и ремесленники, которых насчитывалось около 700 человек. О богатстве жителей села говорит и найденная археологами оконная слюда — редчайший случай для сельских поселений.
В период Смутного времени Красное также занимало видное место. 1 июня 1605 года сюда прибыли гонцы Лжедмитрия I — Наум Плещеев и Гавриил Пушкин, которые легко уговорили перейти красносельцев на сторону самозванца. Узнав об этом, царь Фёдор Годунов велел конным сотням подавить мятежников, однако, встретив по пути сопротивление казаков, они вернулись назад. Тем временем Плещеев и Пушкин направились в столицу и на Лобном месте зачитали грамоты самозванца.
В 1609 году царь Василий Шуйский приказал «быти в Красном селе для оберегания от воров изменников воеводе Никите Михайлову сыну Пушкина да Нелюбу Васильеву сыну Огарёву», вместе с ними около 600 стрельцов, 300 ратников и 10 пищалей. В том же году казачий атаман Горохов, переметнувшийся в лагерь Лжедмитрия II, сжёг Красное.
С 1620-х годов здесь упоминается деревянная Покровская церковь на Ольховце, ввиду близости ручья Ольховец. В 1701 году выстроен новый каменный храм, а его классический вид закрепился после реконструкции 1838 года.
Царский дворец в Красном селе включал в себя деревянные жилые покои, придворную Спасскую церковь и службы. Хоромы располагались на северном берегу пруда и фасадом выходили на водоём. В 1747 году дворец ремонтировался известным архитектором Иваном Мичуриным. В 1776 году Спасская церковь, ввиду ветхости строения, была разобрана, а церковная утварь передана в храм в Гольянове. В 1790 году разобран и деревянный дворец.
В конце XVII века в Красном насчитывалось 220 дворов, в которых проживали дворцовые крестьяне, подьячие, сокольники, ловцы, купцы, стольник и думный дьяк.
В середине и конце XVIII века к югу от Красного пруда, вдоль берега речки Чечёры, проходили народные гулянья. В 1759 году итальянец Джованни-Батиста Локателли построил деревянный оперный театр, включающий партер, ложи, занавес для сцены и систему кулис, рассчитанный на 3000 зрителей. Здесь проходил «публичный машкерад», а позже ставились итальянские оперы. В том же году над устройством театра работали актёры Ф. Г. Волков и Я. Д. Шумский, ставившие в «Локателлиевом доме» русские спектакли. Роли в них исполняли студенты Московского университета. Однако, с 1761 года интерес жителей к оперным спектаклям начал падать и уже в следующем году он был закрыт.
Рядом с селом на месте современного Ярославского вокзала с конца XVII века располагался Полевой артиллерийский двор с пушечным заводом, складом пушек и снарядов, стрельбищем. Он был взорван во время оккупации Москвы французами в 1812 году.
Прокладка в 1742—1747 годах Камер-Коллежского вала фактически очертила новую границу Москвы, в пределах которой оказалось и Красное село.

### В составе Москвы
В 1837 году Высочайшим Указом императора Николая I из Белого города сюда был переведён Алексеевский девичий монастырь (после чего именуемый Ново-Алексеевским), в связи со строительством на его месте храма Христа Спасителя.
Согласно генеральному плану Москвы Н. Белоусова (1850—1851 года) на территории Красного села можно отметить значительный рост числа домовладений, преимущественно деревянной постройки. К западу от монастыря расположились усадьбы с парковыми зонами. Обширная территория земель бывшего села была занята садами и огородами.
Во второй половине XIX века здесь развернулось строительство сети железных дорог. В 1862 году построена Ярославская железная дорога между Москвой и Сергиевым посадом с вокзалом на Каланчёвском поле, на правом берегу Красного пруда. Примерно в это же время проложена соединительная ветвь Московской Казанской железной дороги с Николаевской. В период с 1860 по 1900 года на территории села сформировалась уличная сеть, контуры которой во многом сохранились до нынешних времён.
22 августа 1887 года на монастырской земле заложен храм во имя Всех Святых. Построен по проекту архитектора А. А. Никифорова, и освящён вместе с приделом Казанской иконы Божией Матери 30 июня 1891 года.
Летом 1924 года Моссовет принял решение о закрытии храма Всех Святых. С конца 1920-х по начало 1930-х годов продолжался последовательный снос исторических построек и монастырских строений, освобождённые территории застраивались жилыми и административными зданиями. А проложенная в 1970-х годах Рижская эстакада окончательно нарушила целостность исторической местности.